# Stara poletna palača, Peking
Stara poletna palača, znana tudi kot Juanmingjuan (tradicionalno kitajsko: 圓明園; poenostavljeno kitajsko: 圆明园; pinjin: Yuánmíng Yuán; dob.: Vrtovi popolne svetlosti) ali Juanmingjuan park, prvotno imenovana Cesarski vrtovi (tradicionalno kitajsko: 御園; poenostavljeno kitajsko: 御园; pinjin: Yù Yuán), včasih pa tudi Zimska palača, je bila kompleks palač in vrtov v današnjem okrožju Haidian v Pekingu na Kitajskem. Je 8 kilometrov severozahodno od obzidja nekdanjega cesarskega mestnega dela Pekinga. Stara poletna palača, ki jo na splošno dojemajo kot vrhunec kitajskega cesarskega vrtnega in palačnega oblikovanja, je bila znana po svoji obsežni zbirki vrtov, arhitekturi stavb ter številnih umetniških in zgodovinskih zakladih. Stara poletna palača, zgrajena v 18. in začetku 19. stoletja, je bila glavna cesarska rezidenca cesarja Čjanlonga iz dinastije Čing in njegovih naslednikov, kjer so urejali državne zadeve; Prepovedano mesto so uporabljali za formalne slovesnosti. Vrt je slovel kot Vrt vrtov (poenostavljeno kitajsko: 万园之园; tradicionalno kitajsko: 萬園之園; pinjin: wàn yuán zhī yuán) in je bil v svojem razcvetu »verjetno največja koncentracija zgodovinskih zakladov na svetu, ki datirajo in predstavljajo celih 5000 let starodavne civilizacije«, je dejal Robert McGee, kaplan britanskih sil.
Med drugo opijsko vojno so francoske in britanske čete 6. oktobra 1860 zavzele palačo ter v naslednjih nekaj dneh plenile in uničile cesarske zbirke. Ko se je pojavila novica, da je vlada dinastije Čing zaprla anglo-francosko delegacijo in 19 članov delegacije obsodila na smrt, se je 8. grof Elginski, britanski visoki komisar na Kitajskem, maščeval tako, da je 18. oktobra ukazal popolno uničenje palače, kar so nato izvedle čete pod njegovim poveljstvom. Palača je bila tako velika – obsegala je več kot 3,5 kvadratnih kilometrov – da je za njeno uničenje potrebovalo 4000 mož in tri dni. Številne izvrstne umetnine – skulpture, porcelan, žad, svilena oblačila, dovršene tkanine, zlati predmeti in drugo – so bile izropane in se po podatkih Unesca zdaj nahajajo v 47 muzejih po vsem svetu.

## Pregled
Cesarski vrtovi Stare poletne palače so bili sestavljeni iz treh vrtov:
- Vrt popolne svetlosti (圆明园; 圓明園; Yuánmíng Yuán)
- Vrt večne pomladi (长春园; 長春園; Chángchūn Yuán)
- Vrt elegantne pomladi (绮春园; 綺春園; Qǐchūn Yuán)

Skupaj so pokrivali površino 3,5 kvadratnih kilometrov, skoraj petkrat večjo od Prepovedanega mesta in osemkrat večjo od Vatikana. Na posestvu je stalo na stotine struktur, kot so dvorane, paviljoni, templji, galerije, vrtovi, jezera in mostovi.
Poleg tega so bile v dvoranah shranjene stotine primerkov kitajske umetnosti in starin, skupaj z edinstvenimi izvodi literarnih del in zbirk. V cesarskih vrtovih je bilo reproduciranih več znanih pokrajin južne Kitajske.

### Lokacija
Palača je bila zgrajena na mestu, bogatem s sladko vodo, blizu hriba Žadastega izvira. Regija je bila znana po svoji čudoviti pokrajini. Podeželske hiše so bile tukaj zgrajene od 13. stoletja, med vladavino dinastije Juan, nato pa je v 16. stoletju Li Vei iz dinastije Ming na tem mestu zgradil posestvo Činghua Juan.

### Zahodni dvorci
Najbolj vidne arhitekturne ostanke Stare poletne palače najdemo v delu Zahodnih dvorcev (Šijang Lou), ki je del palač, fontan in formalnih vrtov v evropskem slogu iz 18. stoletja. Te strukture, delno zgrajene iz kamna, večinoma pa s kitajsko infrastrukturo lesenih stebrov, barvnih ploščic in opečnih zidov, je načrtoval in zasnoval jezuit Giuseppe Castiglione, Michel Benoist pa je bil odgovoren za fontane in vodovod. Cesar Čjanlong se je začel zanimati za arhitekturni projekt, ko je videl gravuro evropske fontane, in je najel Castiglioneja in Benoista za izvedbo del, da bi zadovoljil svoj okus po eksotičnih stavbah in predmetih.
Zgrajene so bile palače v zahodnem slogu, paviljon, ptičje ute, labirint, fontane, bazeni in vodovod, pa tudi perspektivne slike, organizirane kot oder na prostem. Pred največjo palačo, Haijan Tang, je bila postavljena osupljiva ura-vodnjak. Vodnjak je imel dvanajst živali kitajskega zodiaka, ki so izmenično vsaki 2 uri bruhale vodo, vse pa so opoldne bruhale vodo usklajeno. Te stavbe v evropskem slogu so zasedale le območje vzdolž zadnjega dela Vrta večne pomladi, ki je bilo majhno v primerjavi s celotno površino vrtov. Več kot 95 % cesarskih vrtov so sestavljale stavbe v kitajskem slogu. Nekaj stavb je bilo tudi v tibetanskem in mongolskem slogu, kar je odražalo raznolikost cesarstva Čing.

## Zgodovina
Začetna gradnja Stare poletne palače se je začela leta 1707 med vladavino cesarja Kangšija. Namenjena je bila kot darilo cesarjevemu četrtemu sinu, princu Jongu (bodočemu cesarju Jongdžengu), ki je leta 1725 močno razširil cesarske vrtove. Cesar Jongdženg je uvedel tudi vodovod v vrtovih, ustvaril jezera, potoke in ribnike, ki so dopolnjevali valovite griče in posestvo, ter poimenoval 28 slikovitih točk v vrtu. Cesar Jongdženg je zgradil tudi številne 'žive slike', ki so jih lahko on in njegova družina opazovali in z njimi komunicirali. Eden takšnih prizorov se je imenoval Pridelki, obilni kot polja, v katerem so se dvorni evnuhi pretvarjali, da so podeželski kmetje na otoku.  Druga se je imenovala Dvorišče univerzalne sreče in je bila lažna vas, kjer je cesarska družina lahko komunicirala s trgovci, spet preoblečenimi evnuhi.[11]
Med vladavino cesarja Čjanlonga je bila druga širitev v polnem teku in število slikovitih točk se je povečalo na 50 (cesar je osebno vodil gradbeni proces). Sijaj palače in okolice je bil upodobljen v Štiridesetih prizorih Juanmingjuana, albumu, ki so ga leta 1744 izdelali dvorni slikarji cesarja Čjanlonga. Gradnja palač v evropskem slogu se je začela leta 1747.
Zadnji evropski nastop v Stari poletni palači v kontekstu tradicionalnih kitajskih imperialnih zunanjih odnosov je bila diplomatska misija leta 1795, ki je zastopala interese Nizozemske in Nizozemske vzhodnoindijske družbe. V delegaciji Titsingha so bili Isaac Titsingh, nizozemsko-ameriški Andreas Everardus van Braam Houckgeest in Francoz Chrétien-Louis-Joseph de Guignes. Oba sta objavila dopolnilna poročila o misiji. Titsingh je umrl, preden je lahko objavil svojo različico dogodkov.

## Uničenje
Leta 1860, med drugo opijsko vojno, je združena anglo-francoska ekspedicijska sila, potem ko je od obale pri Tiandžinu (Tientsin) vkorakala v notranjost, prispela v Peking.
Sredi septembra sta dva odposlanca, Henry Loch in Harry Parkes, šla pred glavnino pod zastavo premirja, da bi se pogajala s princem Jijem in predstavniki cesarstva Čing v Tongdžovu ter raziskala taborišča za sovražnikovimi linijami. V delegaciji je bil Thomas William Bowlby, novinar časopisa The Times, skupaj z majhnim spremstvom britanskih in indijskih vojakov. Ko so se pogovori 18. septembra končali, so zavezniške sile napadle vojake dinastije Čing na območju, za katere so menile, da se prerazporejajo za zasedo, dvor dinastije Čing pa je izvedel, da so Britanci pridržali prefekta Tiandžina. Približno v tem času je general dinastije Čing Sengge Rinčen ujel člane delegacije, ko so prečkali linije dinastije Čing, da bi se vrnili k ekspedicijskim silam. Delegate in njihovo spremstvo so odpeljali na ministrstvo za pravosodje (ali odbor za kazni) v Pekingu, kjer so jih zaprli in mučili. Parkes in Loch sta bila po dveh tednih vrnjena skupaj s 14 drugimi preživelimi. Devetnajst britanskih, francoskih in indijskih ujetnikov je umrlo zaradi mučenja.
V noči na 5. oktober so se francoske enote preusmerile od glavne napadalne sile proti Stari poletni palači. Takrat je palačo zasedalo le nekaj evnuhov in palačnih služkinj; Cesar Šjanfeng in njegovo spremstvo sta že pobegnila v gorsko letovišče Čengde v Hebeju. Čeprav je francoski poveljnik Charles Cousin-Montauban svojemu britanskemu kolegu Jamesu Hopeu Grantu zagotovil, da se »ničesar ni dotaknilo«, so zavezniški vojaki že izvedli obsežno plenjenje palače. Plenjenje ni bilo deležno večjega odpora, čeprav je bilo v bližini veliko vojakov dinastije Čing.
18. oktobra se je lord Elgin, britanski visoki komisar na Kitajskem, maščeval za mučenje članov delegacije z ukazom uničenja Stare poletne palače. Uničenje Stare poletne palače je bilo tudi opozorilo cesarstvu Čing, naj ugrabitve ne uporablja kot politične taktike proti Britaniji. Za požar celotnega kraja je bilo potrebnih 3500 britanskih vojakov, obsežen požar pa je trajal tri dni. Vojaki niso vedeli, da je v požaru palačnega kompleksa umrlo približno 300 preostalih evnuhov in palačnih služkinj, ki so se pred vojaki skrivale v zaklenjenih sobah. Le 13 stavb je preživelo nedotaknjenih, večina jih je bila v oddaljenih območjih ali ob jezeru. (Palača je bila leta 1900 ponovno izropana in popolnoma uničena, ko so sile Osem narodov napadle Peking.) Charles George Gordon, takrat 27-letni stotnik Kraljevih inženirjev in del anglo-francoske ekspedicijske sile leta 1860, je o svoji izkušnji zapisal:
Šli smo ven in po plenjenju požgali celotno območje, pri čemer smo na vandalski način uničili najdragocenejše premoženje, ki ga [ni bilo mogoče] nadomestiti za štiri milijone. Dobili smo več kot 48 funtov nagrade na osebo ... Dobro mi je šlo. [Domačini] so zelo vljudni, vendar mislim, da nas veljaki sovražijo, kot morajo po tem, kar smo storili palači. Komaj si lahko predstavljate lepoto in veličastnost krajev, ki smo jih požgali. Človeka je bolelo srce, ko smo jih požgali; pravzaprav so bili ti kraji tako veliki in tako smo bili časovno omejeni, da jih nismo mogli previdno pleniti. Sežgali so ogromne količine zlatega okrasja, ki so ga imeli za medenino. To je bilo za vojsko izjemno demoralizirajoče delo.
Britanski in francoski vojaki so imeli raje porcelan, medtem ko so zanemarili bronaste posode, ki so bile lokalno cenjene za kuhanje in pokopavanje v grobnicah. Mnogi taki zakladi izvirajo iz dinastij Šang, Džov in Han in so stari do 3600 let. Posebna izjema je bil plen vodnjaka zodiaka Haijantang z dvanajstimi bronastimi živalskimi glavami. Nekateri najpomembnejši zakladi so končali v Kitajskem muzeju v palači Fontainebleau, ki ga je cesarica Evgenia leta 1867 posebej ustanovila za shranjevanje teh novo pridobljenih zbirk.
Ko je bila Stara poletna palača porušena, so zavezniške ekspedicijske sile postavile napis v kitajščini: »To je nagrada za perfidnost in krutost«. Požig palače je bil zadnje dejanje vojne.
Po besedah profesorja Vang Daočenga z univerze Renmin na Kitajskem v prvotnem požigu ni bila uničena vsa palača. Namesto tega nekateri zgodovinski zapisi kažejo, da je 16 vrtnih prizorov preživelo uničenje leta 1860. Vang opredeljuje republikansko obdobje in kulturno revolucijo kot dve pomembni obdobji, ki sta še dodatno prispevali k uničenju Stare poletne palače. Fotografski dokazi in pričevanja očividcev jasno kažejo, da je bila (čeprav je bil kompleks palače sprva zaščiten s strani cesarjev Čing) večina ohranjenih struktur uničenih med boksarski vstajo in takoj po padcu dinastije. Poleg tega je cesarska družina v 1890-ih za dohodek prodala veličastna drevesa na vrtu, po letu 1900 pa je bila palača uporabljena kot pravo gradbeno dvorišče za vse, ki so želeli gradbeni material. Celotne stavbe so bile zgrajene iz materialov, vzetih iz Juanming Juana, elegantne pekinške hiše pa so bile okrašene s skulpturami in arhitekturnimi elementi, ki so bili naropani z najdišča.
Tako kot v Prepovedano mesto tudi v Staro poletno palačo ni bil nikoli dovoljen vstop nobenemu meščanu, saj jo je uporabljala izključno cesarska družina cesarstva Čing. Požig Stare poletne palače je na Kitajskem še danes zelo občutljivo vprašanje. Uničenje palače so mnogi Kitajci, pa tudi zunanji opazovalci, dojemali kot barbarsko in zločinsko. Victor Hugo je v svojem pismu Expédition de Chine opisal plenjenje kot: »Dva roparja vlomita v muzej. Eden je plenil, drugi je požgal. ... eden od dveh osvajalcev je napolnil njegove žepe, ko je to videl, drugi pa je napolnil njegove sefe; in v Evropo sta se vrnila z roko v roki v smehu. ... Pred zgodovino se bo eden od razbojnikov imenoval Francija, drugi pa Anglija.« V svojem pismu je Hugo upal, da se bo Francija nekega dne počutila krivo in vrnila, kar je izropala iz Kitajske. Za njegovo apologetično literaturo so leta 2010 v Stari poletni palači postavili doprsni kip francoskega pisatelja.
- Plenitev Stare poletne palače s strani anglo-francoskih sil leta 1860 med drugo opijsko vojno
- Ruševine Stare poletne palače 1870-ta leta
- Risba formalnih evropskih vrtov v odseku Xiyang Lou (西洋樓, zahodne graščine)
- Ruševine palač v evropskem slogu
- Izvirne figure na risbi pred ropanjem z vsemi 12 glavami vodnjaka Stare poletne palače
- Ruševine Yuanmingyuan, turistični zemljevid odprtega območja

## Posledice
Po opustošenju Stare poletne palače se je cesarski dvor dinastije Čing preselil v Prepovedano mesto.
Leta 1873 je najstniški cesar Tongdži poskušal obnoviti Staro poletno palačo pod pretvezo, da jo bo spremenil v umik za svoja dva nekdanja regentka, cesarici vdovici Ci'an in Ciši. Vendar cesarskemu dvoru primanjkovalo finančnih sredstev za obnovo palače in na pobudo dvora se je cesar leta 1874 končno strinjal, da projekt ustavi. V 1880-ih so bili sosednji cesarski vrtovi, Vrtovi jasnih valov (današnja Poletna palača), obnovljeni za uporabo cesarice vdove Ciši kot novo poletno letovišče, čeprav v manjšem obsegu.
Požar je preživelo tudi nekaj stavb v kitajskem slogu v odročnem Elegantnem spomladanskem vrtu. Nekatere od teh stavb je obnovil cesar Tongdži, preden je bil projekt opuščen. Leta 1900 so sile Osemdržavnega zavezništva požgale številne ohranjene ali obnovljene stavbe.
Večina območja je bila zapuščena in lokalni kmetje so jo uporabljali kot kmetijska zemljišča. Šele v 1980-ih je vlada območje ponovno prevzela in spremenila v zgodovinsko območje. Umetniška kolonija Juanmingjuan je postala znana po tem, da je na tem območju vzniknil nov val slikarjev, kot je Fang Lijun, in glasbenikov, kot je Fa Zi, preden jo je vlada zaprla in se je veliko umetnikov preselilo na območje Songdžuang zunaj Pekinga, kjer so ustanovili umetniško kolonijo Songdžuang. V 1990-ih so se pojavile razprave o vprašanjih obnove in razvoja, novejša okoljska polemika pa je parku vnesla novo politično življenje, saj je postal simbol kitajske nacionalne rane.
Danes so ruševine palač v evropskem slogu najvidnejši stavbni ostanki na tem območju. To je nekatere obiskovalce zavedlo, da zmotno verjamejo, da je bila Stara poletna palača sestavljena samo iz stavb v evropskem slogu.

## Nedavni razvoj dogodkov in načrti
Na Kitajskem trenutno obstaja več načrtov za obnovo cesarskih vrtov, vendar so takšne poteze zavrnjene, ker naj bi uničile pomemben spomenik sodobne kitajske zgodovine. Poleg tega bi bila vsaka obnova kolosalen podvig, zato ni bila odobrena nobena obnova nadzemnih struktur. Vendar pa so jezera in vodne poti v vzhodni polovici vrtov ponovno izkopali in napolnili z vodo, griče okoli jezer pa so očistili grmovja, s čimer so poustvarili davno pozabljene razglede. Obnovljenih je bilo tudi več templjev, ki so znotraj posestva Stare poletne palače.
Februarja 2005 so bila izvedena dela za zmanjšanje izgube vode iz jezer in kanalov v Stari poletni palači, tako da so skupno 1,33 kvadratnih kilometrov dna prekrili z membrano za zmanjšanje pronicanja. Uprava parka je trdila, da preprečevanje izgube vode parku prihrani denar, saj bi bilo treba vodo v jezera dodajati le enkrat letno namesto trikrat. Vendar pa so se nasprotniki projekta, kot je profesor Džengčun Džang z Univerze v Landžovu, bali, da bo ukrep uničil ekologijo parka, ki je odvisna od pronicanja vode iz jezer in povezave med jezeri in podzemnim vodnim sistemom. Prav tako se bojijo, da bo zmanjšano pronicanje iz jezer motilo pekinški podzemni vodni sistem, ki že tako trpi zaradi izčrpavanja. Obstajajo tudi pomisleki glede vrtov, ki so označeni kot dediščina v mestu Peking, saj bi lahko spremenili svoj naravni videz. Ko je bilo to vprašanje nekaj tednov pozneje predstavljeno širši javnosti, je takoj povzročilo ogorčenje medijev in postalo ena najbolj vročih razprav na internetu na Kitajskem zaradi še vedno bolečega spomina na tuje ponižanje, ki se je pokazalo v uničenju Stare poletne palače. Pekinški urad za varstvo okolja (BEPB) je nedavno[kdaj?] izvedel oceno vpliva ukrepa na okolje.
Delna kopija palače, Novi vrtovi Juanming (圆明新园; 圓明新園), je bila zgrajena leta 1997 v južnem mestu Džuhai v provinci Guangdong kot zabaviščni park s površino 1,39 kvadratnih kilometrov, vključno z 80.000 kvadratnimi metri velikega jezera.
Do danes je veliko relikvij, ki so bile odvzete iz Stare poletne palače, ostalo v tujih muzejih in zasebnih zbirkah. Čeprav jih je kitajska vlada poskušala dobiti nazaj, je bilo dejansko vrnjenih le nekaj kipcev iz Vrta večne pomladi. Sedem od 21 stebrov, razstavljenih v umetniških muzejih KODE v Bergnu na Norveškem, je bilo leta 2014 vrnjenih Pekinški univerzi v okviru dogovora, ki ga je sklenil nekdanji nepremičninski razvijalec Huang Nubo, ki je muzeju podaril 10 milijonov norveških kron (1,6 milijona ameriških dolarjev), poroča China Daily.
- Vodna ura Haiyantang (海晏堂). Izvirne figure na risbi pred ropom z vsemi 12 glavami – osem od 12 figur je bilo najdenih, štiri pa še vedno manjkajo
- Lokacija vodne fontane leta 2012
- Replike 12 glav

Na Kitajskem še vedno poteka razprava o tem, ali naj se Stara poletna palača prijavi za vključitev na seznam svetovne dediščine UNESCO.

## Galerija
Na stotine več fotografij najdišča najdete na spletni strani Colonial Architecture Project.
- Deli templja Džengjue (正觉寺) v Elegantnem pomladnem vrtu se obnavljajo
- Vhod v park Juanmingjuan (mesto prvotnih vrat v Elegantni pomladni vrt)
- Sprednje jezero Jiuzhou (九州前湖), na drugi strani jezera leži najdišče Jiuzhou Qingyan(九洲清晏)
- Vila pomladni cvetovi marelic (杏花春馆)
- Ruševine Velikodušnega sveta (坦坦荡荡)
- Most Ruji (如意桥) v Juanmingjuan
- Jezero Fuhai (福海) južno obrežje (夹镜鸣琴)
- Kamniti čoln v Juanmingjuanu (别有洞天)
- Ruševine Hanjingtanga (含经堂)
- Juanjinguan (远瀛观) Ruševine na severni strani
- Ruševine Haijantanga
- Ruševine Fangvaiguana (方外观)
- Obnovljeno Huanghuazhen (黄花阵/万花阵) v območju zahodnih dvorcev (西洋楼)